# Grotta Regina del Carso
La grotta Regina del Carso (in sloveno Jama Kraljica Krasa) è una grotta carsica situata nel comune di Savogna d'Isonzo (Gorizia), in località San Michele del Carso. La grotta è speleologica e non aperta al pubblico, e l'accesso è gestito dagli speleologi del Gruppo Speleologico Talpe del Carso, la cui sede è situata in prossimità dell'ingresso della grotta. La grotta è posta sotto vincolo di tutela paesaggistico da parte della regione Friuli-Venezia Giulia.

## Morfologia
La grotta Regina del Carso (numero catastale 2328/4760VG) si apre a 194 m di altitudine in località San Michele del Carso e si sviluppa con andamento suborizzontale complessivamente per 320 m, fino a raggiungere la profondità massima di 57,4 m. La cavità si sviluppa in direzione S-N con un'inclinazione quasi costante ed è estremamente interessante per la ricchezza di concrezioni, molte delle quali sono eccentriche. 
L'ingresso della grotta, chiuso con un doppio cancello di ferro per preservare lo stato naturale della cavità, dà accesso ad una prima galleria (galleria delle Talpe del Carso). Inizialmente stretto, l'ambiente si allarga non appena si giunge alla sommità di un pozzo di 8 m, facilmente superabile grazie a un ponte di ferro, il quale conduce ad una prima sala, chiamata sala dei Congressi o sala delle Riunioni. Questa sala presenta un gran numero di formazioni calcitiche, tra le quali spicca un gruppo di stalagmiti poste su una serie di massi di crollo, che agli scopritori della grotta ricordavano i membri del locale consiglio comunale in riunione (da qui il nome della sala). Da questa sala partono due diramazioni: la prima porta ad un pozzo doppio (formato da un pozzo di 30 m con il fondo occupato dall'acqua e da un camino di 20 m che lo sovrasta), mentre la seconda è costituita da una galleria riccamente concrezionata (galleria dei Coralli) che sbocca in una seconda sala, chiamata Sala del San Michele, dal nome della principale altura presente nell'area. Quest'ultima è anch'essa molto ricca di concrezioni, tra cui una stalattite a vela alta oltre 3 m, e sul suo lato sinistro si aprono alcuni pozzi ciechi. Dalla sala partono due ulteriori diramazioni: la prima, detta galleria dei Cristalli, conduce prima ad una stalagmite (Idolo della Regina) alta circa 2 m, che rappresenta la formazione calcitica principale ed il simbolo stesso della grotta, e poi ad un pozzo di 12 m con il fondo occupato dall'acqua, mentre la seconda porta ad una galleria meandriforme, quasi priva di concrezioni e molto fangosa. Al termine di quest'ultima una nuova diramazione conduce ai due ultimi proseguimenti, uno dei quali si conclude con una fessura impraticabile e l'altro con un pozzo di 5 m, oltre il quale si raggiunge il punto di massimo sviluppo a 320 m dall'ingresso.

## Storia delle esplorazioni
La grotta fu scoperta il 2 gennaio 1972 dallo speleologo Dominik Grillo, che notò l'assenza di manto nevoso in un'area precisa. Alcuni mesi più tardi partirono i lavori di scavo e disostruzione di quello che diventerà l'ingresso della nuova cavità. La prima esplorazione si fermò dopo circa 40 m a causa di una strettoia, ma grazie a molte giornate di lavoro gli speleologi riuscirono a superare l'ostacolo e scoprirono la cavità più grande e spettacolare del Carso goriziano. Fu quindi realizzato il rilievo della nuova cavità, a cui fu attribuito il nome di grotta Regina del Carso (in sloveno Jama Kraljica Krasa). La scoperta della grotta portò alla nascita del Gruppo Speleologico Talpe del Carso (in sloveno Jamarski Klub Kraški Krti), fondato ufficialmente l'11 ottobre 1972, e alla costruzione della sede del gruppo (chiamata "la baita") a pochi metri dall'entrata della cavità.
Negli anni successivi furono svolti lavori di allargamento delle pareti e furono sistemati ponti in legno (ora sostituiti da altri in ferro) per rendere più agevole la progressione nella cavità. Inoltre vennero scoperte nuove diramazioni che portarono all'attuale sviluppo di 320 m. Nel 1972 nella grotta si svolse un battesimo, mentre nel 1973 furono collocati in punti strategici dei vetrini per verificare la stabilità di faglie e massi di crollo, che resistettero intatti anche al tragico terremoto del Friuli del 1976, confermando che non ci furono sensibili movimenti rocciosi sul Carso. Successivamente iniziarono gli studi sulle caratteristiche geologiche e morfologiche della cavità e sulla fauna che vive nella grotta, che si sono susseguiti a più riprese fino ad anni recenti.

## La fauna

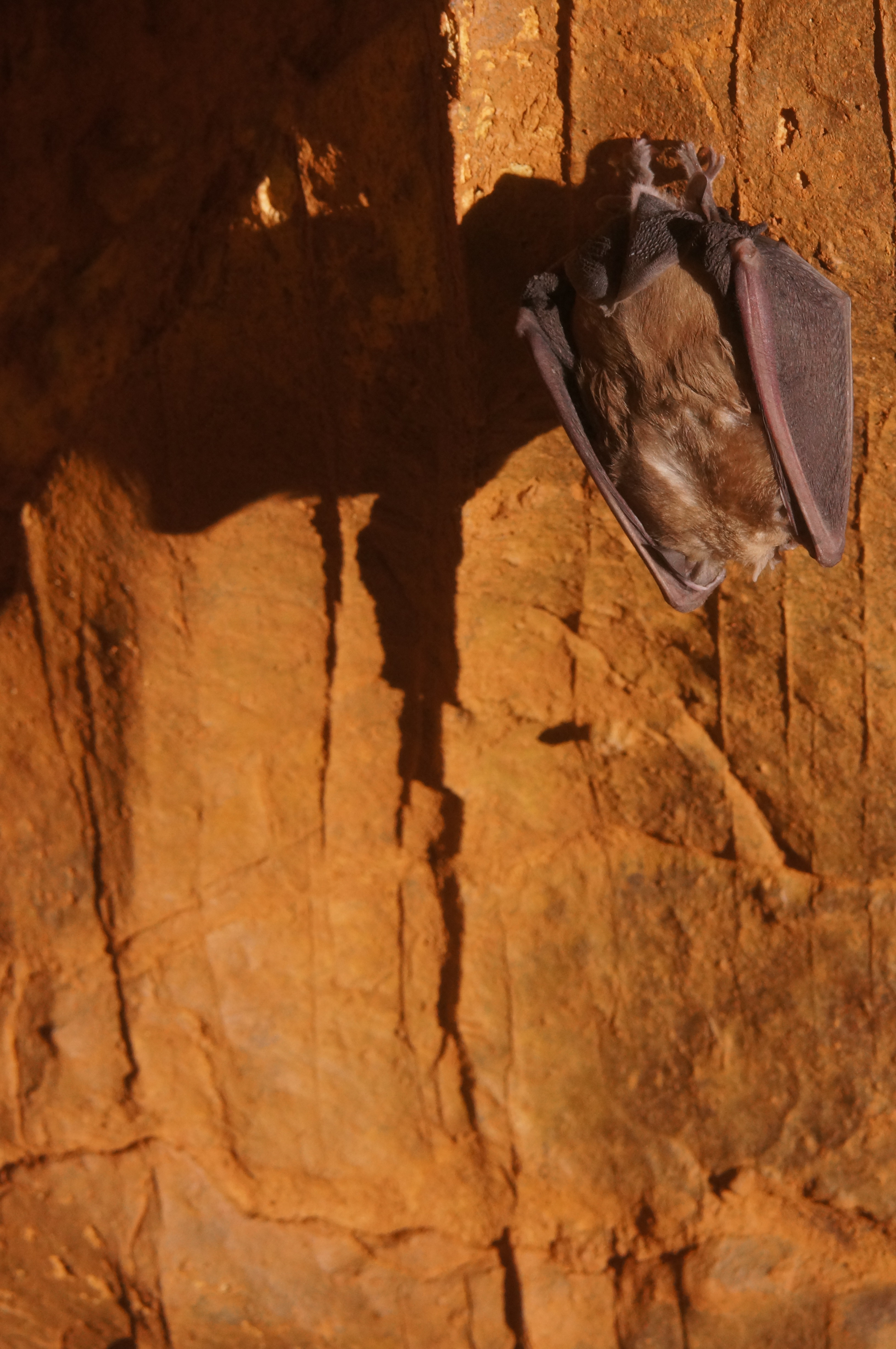
Esemplare di Rhinolophus sp. in letargo nella grotta

La grotta Regina ospita alcune delle più comuni specie cavernicole presenti nell'area carsica. Tra le specie troglofile si segnala la presenza dei ragni Meta menardi e Nesticus eremita, degli ortotteri Troglophilus neglectus e Gryllomorpha dalmatina, dei lepidotteri Scoliopteryx libatrix e Triphosa dubitata e del dittero Limonia nubeculosa. Tra le specie troglobie si segnala il crostaceo Androniscus stygius, i ragni Stalita taenaria e Mesostalita nocturna, i coleotteri carabidi Orotrechus muellerianus e Laemostenus cavicola e il coleottero colevide Bathysciotes khevenhulleri tergestinus. Inoltre, i laghetti e le vaschette di stillicidio presenti nella grotta ospitano diverse specie di nematodi, oligocheti, copepodi, batinellacei e anfipodi.
La grotta costituisce la località tipica (cioè il luogo dove è stato raccolto il materiale utilizzato per descrivere la specie) del dipluro Metajapyx peanoi (Pagés, 1980), una specie considerata troglobia e rinvenuta al momento soltanto in questa cavità e nella grotta delle Radici sul Carso triestino.
Tra i vertebrati, sono presenti alcuni pipistrelli del genere Rhinolophus, che utilizzano la grotta principalmente durante i mesi estivi. Inoltre, tra gli anni '70 e '80 furono liberati nella cavità alcuni esemplari del geotritone Speleomantes strinatii provenienti dalle grotte di Bossea (Frabosa Soprana, Cuneo). Un esemplare della specie è stato osservato e fotografato per l'ultima volta nel 2004, ma da allora non è chiaro se la specie sia ancora presente nella cavità.

## Galleria d'immagini

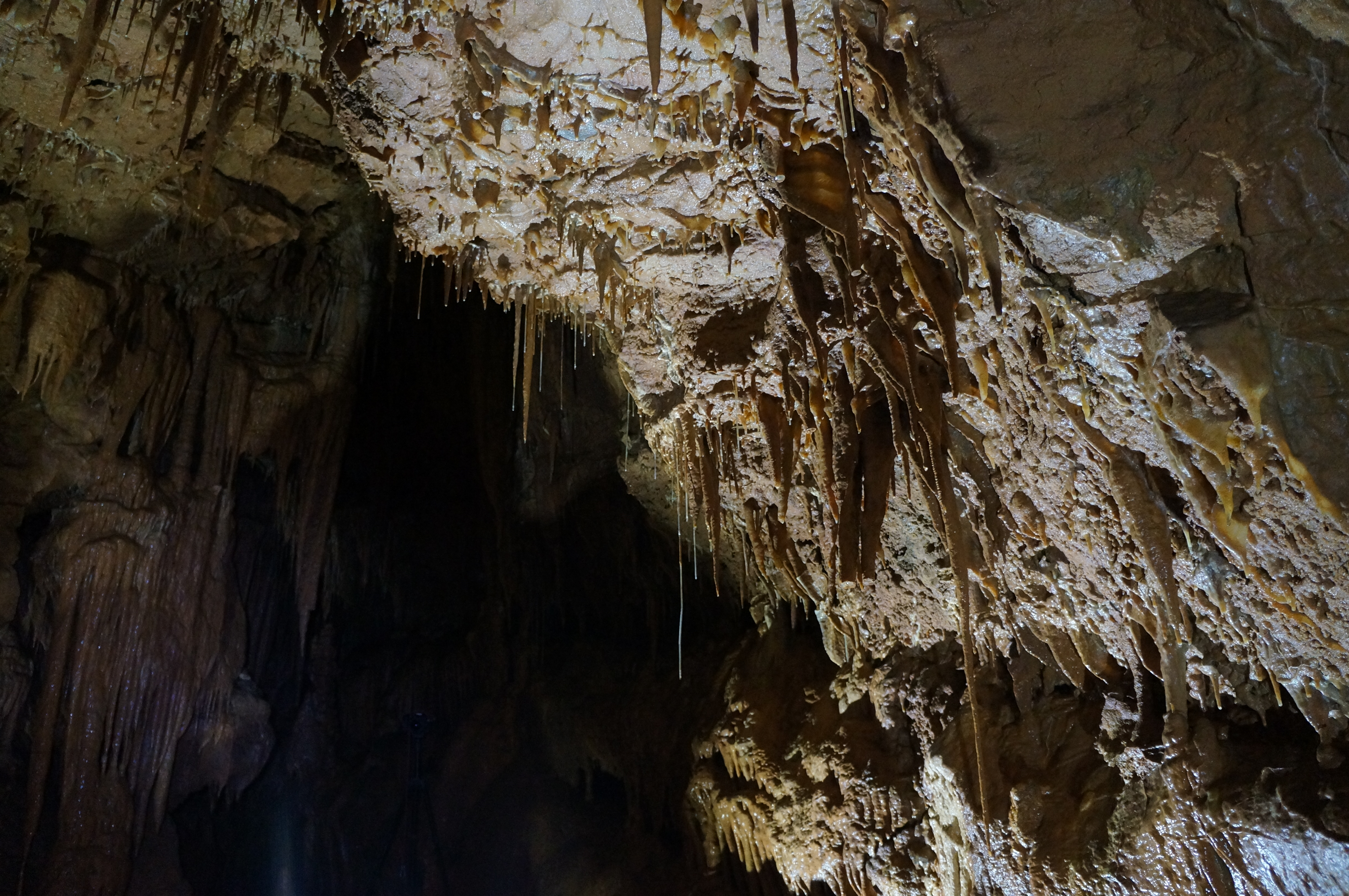
Sala delle Riunioni
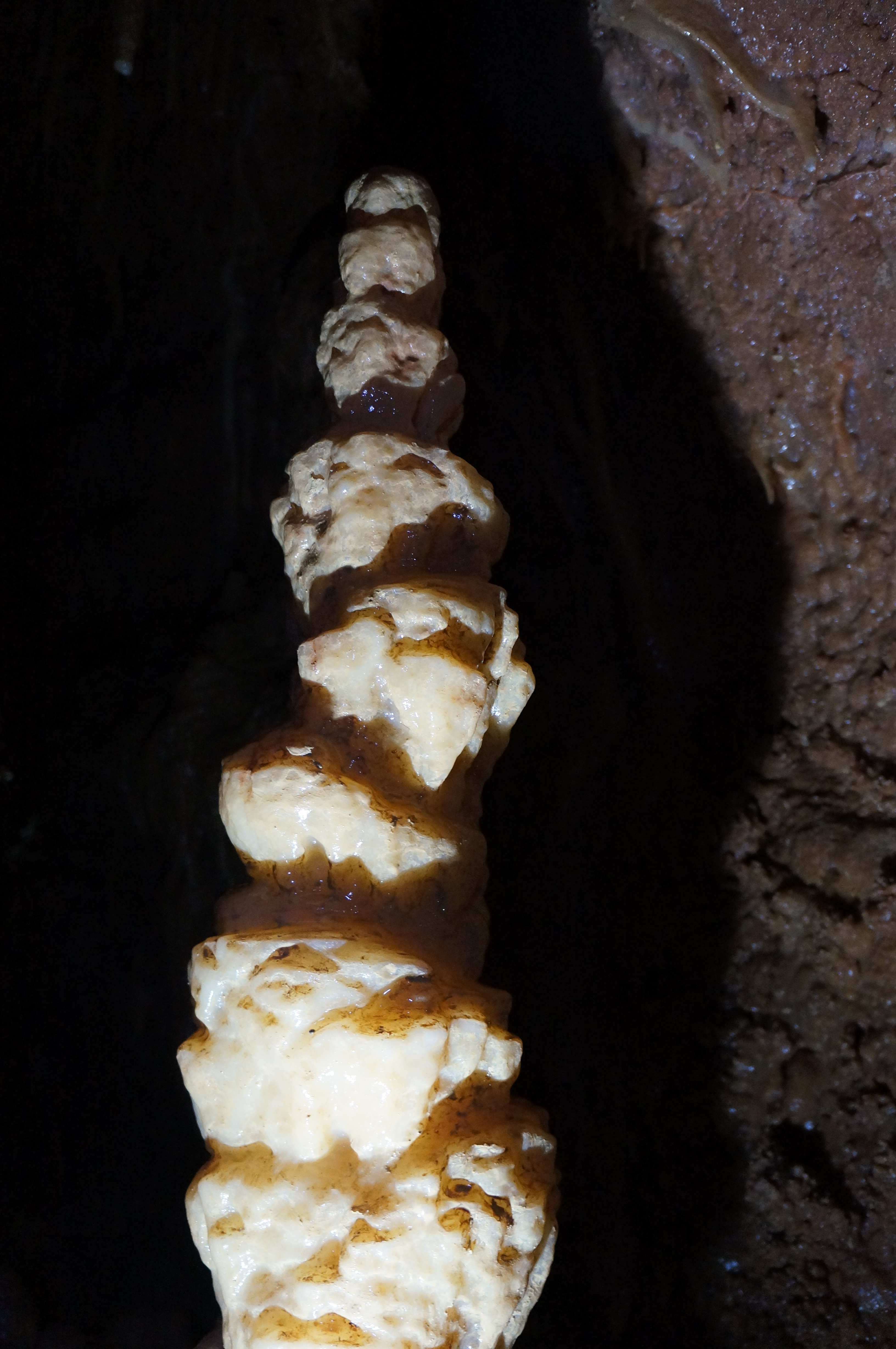
Idolo della Regina
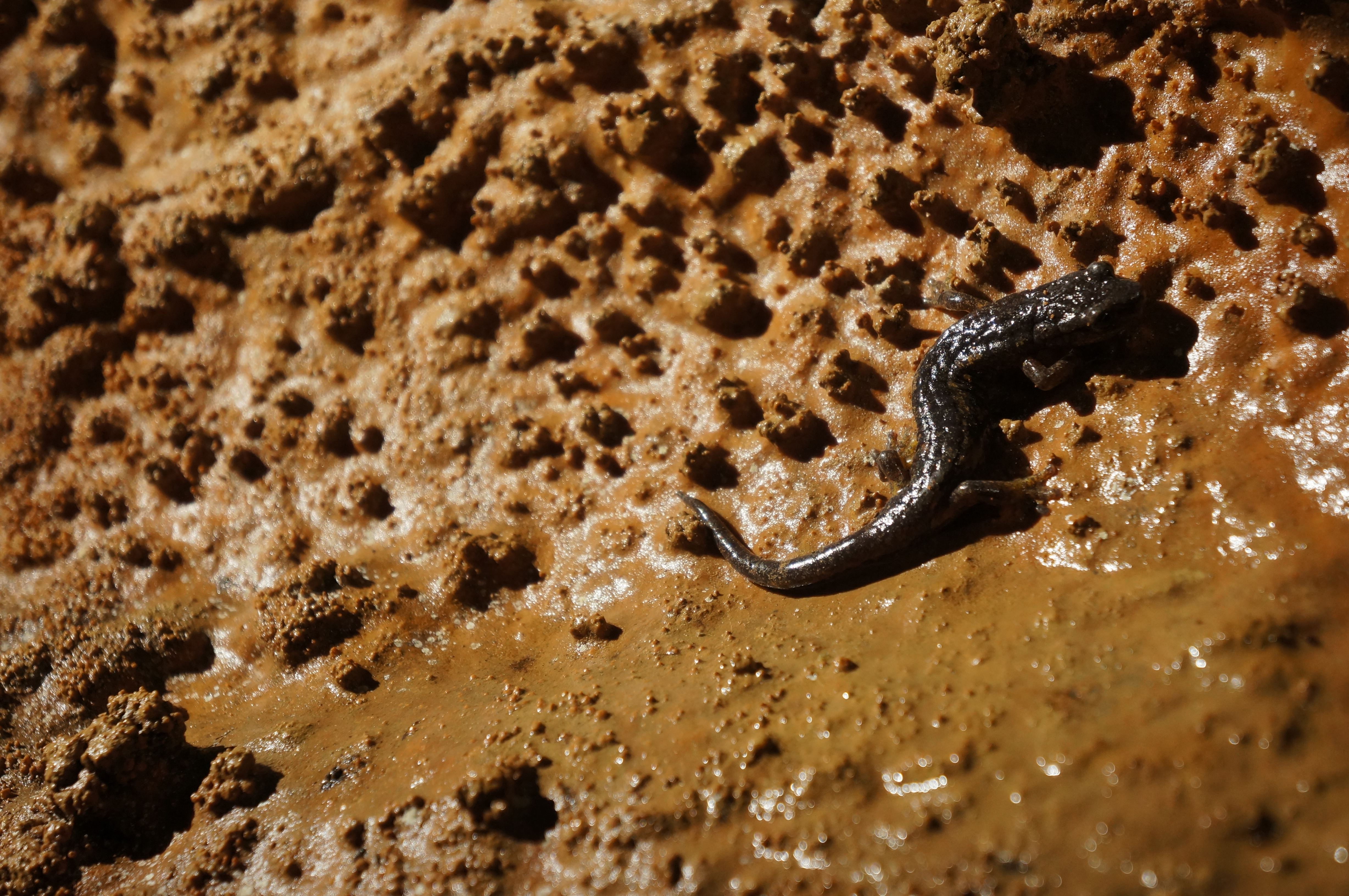
Salamandra nella Galleria delle Talpe